# Корбільйос-де-лос-Отерос
Корбільйос-де-лос-Отерос (ісп. Corbillos de los Oteros) — муніципалітет в Іспанії, у складі автономної спільноти Кастилія-і-Леон, у провінції Леон. Населення — 247 осіб (2010).
Муніципалітет розташований на відстані близько 270 км на північний захід від Мадрида, 23 км на південний схід від Леона.
На території муніципалітету розташовані такі населені пункти: (дані про населення за 2010 рік)
- Корбільйос-де-лос-Отерос: 33 особи
- Нава-де-лос-Отерос: 20 осіб
- Ребольяр-де-лос-Отерос: 116 осіб
- Сан-Хусто-де-лос-Отерос: 78 осіб

## Демографія
Динаміка населення (INE ):